# Les Larmes de saint Pierre (musique)
Pour les articles homonymes, voir Les Larmes de saint Pierre.
Les Larmes de saint Pierre (en italien : Lagrime di San Pietro) est un recueil de 21 madrigaux spirituels composés sur des textes sacrés de Roland de Lassus en 1594.